# Hermann Witekind
Hermann Witekind (né en 1522 à Neuenrade en Westphalie, mort en 1603 à Heidelberg) était un enseignant de Riga qui devint professeur à l'université de Heidelberg en 1561. Son œuvre, Christlich bedenken und erinnerung von Zauberey, publiée en 1585, est une atteinte à la croyance, largement répandue à l'époque, en la sorcellerie. Plus tard, Witekind se mit à écrire sous le pseudonyme d'Augustin Lercheimer von Steinfeld.